# Insomnia (2002)
Insomnia is een Amerikaanse neo noir thriller van Christopher Nolan uit 2002. De belangrijkste acteurs zijn Al Pacino, Robin Williams en Hilary Swank. De film is een remake van de Noorse film Insomnia uit 1997 met Stellan Skarsgård in de hoofdrol.

## Verhaal
Al Pacino kruipt in de huid van Will Dormer, een detective die van de grote stad naar een klein dorpje in Alaska wordt gestuurd. Daar onderzoekt hij samen met zijn collega Hap Eckhart (Donovan) de moord op een tienermeisje. Dormer slaagt erin om de tot op dat moment onbekende dader naar een afgelegen plaats te lokken maar de moordenaar slaat al gauw op de vlucht. Tijdens de achtervolging in het mistige dal schiet Dormer per ongeluk zijn collega Eckhart dood.
Dormer is bang dat dit ongeluk niet als een ongeluk gaat overkomen en besluit de schuld op de gevluchte moordenaar af te schuiven. De jonge Ellie Burr (Swank) krijgt de opdracht om de dood van Eckhart te onderzoeken maar ze legt zich al gauw neer bij de verklaring van Dormer, naar wie ze opkijkt. Hoewel Dormer zonder enig probleem uit het onderzoek kan komen, besluit hij zijn valse verklaring niet te ondertekenen.
De zoektocht naar de moordenaar en dood van zijn collega bezorgen Dormer de ene slapeloze nacht na de andere. Hoewel hij al snel de ware identiteit van de moordenaar, Walter Finch (Williams), ontdekt, kan hij de zaak niet zo maar oplossen. Finch was ooggetuige van de schietpartij en weet dus dat Dormer zijn collega doodschoot. Finch begint Dormer te chanteren en probeert hem uit te leggen dat hij het tienermeisje niet expres vermoordde. Dormer besluit het spelletje mee te spelen maar kan de stress al gauw niet meer aan. Bovendien merkt hij dat Ellie Burr steeds dichter bij de waarheid komt en dus dringt de tijd. Uiteindelijk komt het tot een fatale confrontatie, waarin zowel Dormer als Finch het leven verliezen.

## Rolverdeling
| Acteur         | Rol            |
| -------------- | -------------- |
| Al Pacino      | Will Dormer    |
| Robin Williams | Walter Finch   |
| Hilary Swank   | Ellie Burr     |
| Martin Donovan | Hap Eckhart    |
| Nicky Katt     | Fred Dugar     |
| Paul Dooley    | Charlie Nyback |

## Trivia
- Harrison Ford leek de rol van Will Dormer te krijgen. Maar uiteindelijk ging de rol naar Al Pacino.
- De naam Dormer komt van het werkwoord dormir dat in verscheidene Romaanse talen 'slapen' betekent.
- Insomnia betekent slapeloosheid.